# تامی کالدول
تامی کالدول (متولد ۱۱ اوت ۱۹۷۸) یک صخره‌نورد آمریکایی است که در صخره‌نوردی ورزشی، سنگ نوردی سنتی سخت، صخره‌نوردی سرعتی دیواره بزرگ و صخره‌نوردی آزاد با دیواره بزرگ موفق شده‌است. کالدول اولین کسی است که صعود آزاد را از چندین مسیر کوه ال کاپیتان در پارک ملی یوسمیتی انجام داد
در سال ۲۰۱۵، نشنال جئوگرافیک کالدول را «به‌طور مسلم بهترین صخره‌نورد روی زمین» نامید.

## گروگان گرفته‌شدن در قرقیزستان
کالدول و کوهنوردان دیگر، بت رودن، جان دیکی و جیسون اسمیت در اوت ۲۰۰۰ به مدت شش روز توسط شورشیان قرقیزستان گروگان گرفته شدند. کالدول وقتی با یکی از گروگان گیران به نام روانشان شریپوف تنها شد، او را از صخره هل داد و متعاقباً نزد سربازان دولتی گریخت. آنها بعداً فهمیدند که شریپوف از سقوط جان سالم به در برده‌است. کتابی در مورد این گروگان‌گیری با نام "بر فراز لبه: داستان واقعی ربوده شدن و فرار چهار کوهنورد آمریکایی در کوه‌های آسیای مرکزی" توسط گرگ چایلد نوشته شده‌است. و سال بعد مقاله ای در ادامه آن با عنوان "بازگشت از لبه" در مجله Outside منتشر شد. همچنین کالدول یک سخنرانی ضبط شده با نام «چگونه گروگان شدن و از دست دادن انگشت او را به یک کوهنورد بهتر تبدیل کرد» دربارهٔ این واقعه منتشر کرد.